# Mobile equipment identifier
Mobile Equipment Identifier – unikalny w skali światowej, 56-bitowy numer identyfikacyjny dla urządzeń mobilnych CDMA. Numer MEID jest na stałe zapisany w urządzeniu i z założenia powinien być odporny na zmiany.
MEID składa się z trzech części:
- 8-bitowy kod regionalny (RR)
- 24-bitowy kod producenta
- 24-bitowy numer przypisywany przez producenta
- (CD) nie jest uważane za część MEID

MEID zapewnia operatorom możliwość śledzenia skradzionego lub nieprawidłowo działającego telefonu komórkowego, metodami bardziej skutecznymi niż w przypadku numerów ESN lub IMEI.
MEID jest następcą numeru ESN (Elektroniczny Numer Seryjny). MEID zaczął zastępować ESN począwszy od 2006 roku.